# Джоан Блонделл
Джоан Блонделл (англ. Joan Blondell; 30 серпня 1906 — 25 грудня 1979) — американська акторка та модель, номінантка премії «Оскар» в 1951 році.

## Біографія
Роуз Джоан Блонделл (англ. Rose Joan Blondell) народилася в Нью-Йорку 30 серпня 1906 року в акторській родині Едді Джоан Блонделла мол. та кетрін Блонделл, що разом виступали у водевілях. Джоан мала сестру Глорію і брата Едді.
У 1922 році вступила в шлюб з оператором Джорджем Барнсом. Народила сина Нормана (став продюсером і режисером). У 1936 році розлучилася та вступила в шлюб з актором і співаком Діком Павеллом. Народила дочку Еллен. Розлучилася в 1944 році. У 1947 році одружилася з продюсером Майком Тоддом, прожила з ним до 1950 року.
Джоан Блонделл померла від лейкемії 25 грудня 1979 в своєму будинку в Санта-Моніці, Каліфорнія, у віці 73 років. Була похована в Гледейлі.

## Кар'єра
Першим великим досягненням Джоан Блонделл стала перемога на конкурсі «Міс Даллас» в 1926 році, де вона брала участь під ім'ям Роузбад Блонделл. Пізніше вона посіла четверте місце на конкурсі «Міс Америка», який проходив у вересня того ж року в Атлантик-Сіті.
Джоан Блонделл навчалася в Університеті Північного Техасу, а також відвідувала педагогічний коледж у Дентоні, недалеко від Далласа. У 1927 році вона вирішила стати акторкою і переїхала в Нью-Йорк для виступів на Бродвеї. Перша помітну роль виконала в п'єсі «Аркада Пенні» з Джеймсом Кегні. П'єса ставилася всього три тижні, але привернула увагу Ела Джонсона, який викупив права на неї за $ 20,000. Потім він продав п'єсу «Warner Bros.», з умовою того, що Блонделл і Кегні будуть зніматися в її екранізації. Незабаром акторка переїхала до Голлівуду, де Джек Ворнер хотів змінити її ім'я на Инез Голмс, але вона не погодилася. Екранізація «Аркади Пенні» з Блонделл і Кегні вийшла в 1930 році, але під назвою «Свято грішників». Вони разом знялися ще раз в 1931 році у фільмі «Ворог суспільства»; в тому ж році Джоан Блонделл включили в список WAMPAS Baby Stars.
Джоан Блонделл за короткий час стала дуже популярною акторкою, багато в чому завдяки образу блондинки. Її успіх припав на період Великої депресії, в яку вона була однією з найвисокооплачуваніших артистів США. У цей час Блонделл знімалася на студії «Warner Bros.», і популярність фільмів з її участю робила великий внесок у доходи компанії. Вона більше за будь-яку іншу акторку знімалася у фільмах студії, називаючи себе «робочим конем Ворнерів».
У 1930-х найвідомішими фільмами за участю Блонделл стали «Нічна доглядальниця» (1931), «Зроби мене зіркою» (1932), «Золотошукачі +1933-го» (1933), «Парад у вогнях рампи» (1933), «Золотошукачі 1937-го» (1936) і «Фабрика мрій» (1937).
У 1939 році Блонделл покинула «Warner Bros.» і в подальші роки стала зніматися вже не так часто, переважно в другорядних ролях. Попри це вона залишалася популярною акторкою, що довела її номінація на премію «Оскар» за найкращу жіночу роль другого плану у фільмі «Блакитна вуаль» в 1951 році. У наступні десятиліття акторка запам'яталася ролями в картинах «Цинциннаті Кід» (1965), «Бріолін» (1978) і «Чемпіон» (1979).
Крім зйомок на великому екрані, Блонделл багато працювала на телебаченні, з'явившись в таких телесеріалах, як «Сутінкова зона», «Шоу Діка Пауелла», «Доктор Кілдер», «Найбільше шоу на Землі», «Поліцейська історія», «Острів фантазій» та багатьох інших.
За свій внесок в кіноіндустрію США Джоан Блонделл удостоєна зірки на Голлівудській алеї слави.

## Вибрана фільмографія
- 1931 — Ворог суспільства — Мемі
- 1931 — Нічна доглядальниця — Мелоні
- 1932 — Зроби мене зіркою — Фліпс
- 1933 — Золотошукачі 1933-го — Керол Кінг
- 1933 — Парад у вогнях рампи — Нен Прескот
- 1936 — Золотошукачі 1937-го — Норма Перрі
- 1937 — Фабрика мрій — Лестер плум
- 1939 — Дивовижний містер Вільямс — Максін Керрол
- 1939 — Гарні дівчата їдуть до Парижа
- 1941 — Топпер повертається — Геіл Річардс
- 1945 — Дерево росте в Брукліні — Сіссі Едвардс
- 1945 — Пригоди — Хелен Мелон
- 1947 — Алея кошмарів — Зена Крамбейн
- 1951 — Блакитна вуаль — Енні Роулинс
- 1956 — Протилежна стать — Едіт Поттер
- 1957 — Кабінетний гарнітур — Пег Костелло
- 1957 — Чи зіпсує успіх Рока Хантера? — Віолет
- 1965 — Цинциннаті Кід — Леді Фінджерс
- 1967 — Вінчестер 73 — Ларуж (ТБ)
- 1977 — Прем'єра — Сара Гуд
- 1978 — Бріолін — Ві
- 1979 — Чемпіон — Доллі Кеньон
- 1979 — Рукавичка — Місіс Фіцджеральд